# 巨匠
巨匠（きょしょう）とは、専門分野、特に芸術領域で、傑出した人物のことである。漢語風に泰山北斗（たいざんほくと）、あるいはその略称泰斗（たいと）とも。

## 美術
美術の三大巨匠
- レオナルド・ダ・ヴィンチ
- ラファエロ・サンツィオ
- ミケランジェロ・ブオナローティ

絵画
ルネサンス期の巨匠
- ヤン・ファン・エイク
- レオナルド・ダ・ヴィンチ

バロック期の巨匠
- ピーテル・パウル・ルーベンス
- レンブラント・ファン・レイン

近代クラシックの巨匠
- ドミニク・アングル
- ウィリアム・アドルフ・ブグロー

印象派とその周辺の巨匠
- クロード・モネ
- ポール・セザンヌ

近現代の巨匠
- パブロ・ピカソ
- ピエト・モンドリアン
- 王少飛

## 建築
近代建築の巨匠
- フランク・ロイド・ライト
- ル・コルビュジエ

## 音楽
クラシックの作曲家、指揮者に対して用いる場合がある。全集が出ている主な作曲家を例示。演奏家については、分野ごとに異なる表現を用い、必ずしも「巨匠」という用語を用いるとは限らない。
作曲家
- J.S.バッハ[1]
- ベートーヴェン[2]
- モーツァルト[3]

指揮者
- アルトゥル・ニキシュ
- アルトゥーロ・トスカニーニ
- ヴィルヘルム・フルトヴェングラー
- ブルーノ・ワルター
- カール・ベーム
- ヘルベルト・フォン・カラヤン
- レナード・バーンスタイン
- ジョージ・セル
- フリッツ・ライナー
- オットー・クレンペラー
- ハンス・クナッパーツブッシュ
- エフゲニー・ムラヴィンスキー
- セルジュ・チェリビダッケ

## 映画/映像
映画監督・映像作家
- ヴィットリオ・デ・シーカ：イタリア
- ロベルト・ロッセリーニ
- ルキノ・ヴィスコンティ
- フェデリコ・フェリーニ
- ミケランジェロ・アントニオーニ
- ジョルジュ・メリエス：フランス
- ジャン・ルノワール
- ジュリアン・デュヴィヴィエ
- ジャック・フェデー
- ルネ・クレール
- 黒澤明：日本
- 小津安二郎
- 溝口健二
- D・W・グリフィス：アメリカ合衆国
- ジョン・フォード
- チャールズ・チャップリン
- アルフレッド・ヒッチコック
- イングマール・ベルイマン：スウェーデン
- アンジェイ・ワイダ：ポーランド
- テオ・アンゲロプロス：ギリシャ
- サタジット・レイ：インド
- エルンスト・ルビッチ：ドイツ連邦共和国
- セルゲイ・エイゼンシュテイン：ソビエト連邦

## 漫画
- 手塚治虫
- 赤塚不二夫
- 藤子不二雄

## コンピュータ・ソフトウェア
- ビル・ゲイツ
- スティーヴ・ジョブズ
- リーナス・トーバルズ

## その他
- MBTIにおける16指標のひとつ。ISTP。